# Windmotor Nijetrijne 9
De Windmotor Nijetrijne 9 is een poldermolen bij het Fries-Stellingwerfse dorp Nijetrijne, dat in de Nederlandse gemeente Weststellingwerf ligt.
De molen is een Amerikaanse windmotor met een windrad van 18 bladen, waarvan het bouwjaar niet bekend is. Hij staat nabij een vogelkijkhut in het zuidoostelijke deel van het natuurgebied de Rottige Meente, waar Nijetrijne middenin ligt. De windmotor is niet geopend voor publiek, maar kan wel tot op enkele meters worden benaderd.